# Kagemand

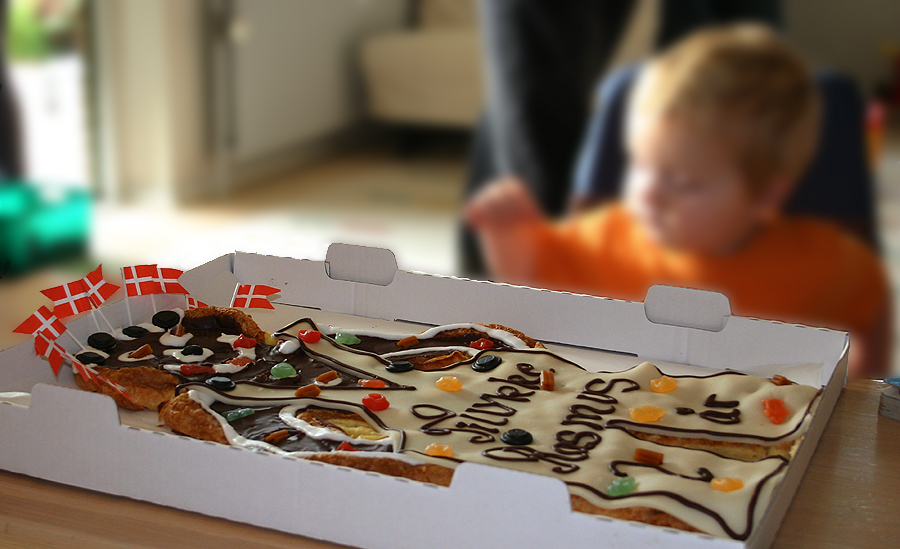
Kagemand

Ein Kagemand (deutsch etwa Kuchenmann) ist ein Kuchen in Form eines Jungen oder Mädchens (mit Kleid), der in Dänemark an Kindergeburtstagen verbreitet ist. Kagemand ist ein typisch skandinavischer Geburtstagskuchen und wird oft mit Zuckerglasur, Marzipan und Süßigkeiten hergestellt oder mit Fähnchen geschmückt. Beim Anschnitt wird dem Kuchenmann meistens unter dem Jubel der Gäste zuerst der Hals abgetrennt.